# Sean Chapman
Sean Chapman (* 2. Juni 1961 in Greenwich, London, England) ist ein britischer Schauspieler.

## Leben
Chapman wuchs ohne Vater in ärmlichen Verhältnissen auf. Das einzige, was ihn während seiner Schulzeit interessierte, waren die Schulaufführungen. Später besuchte er eine Schauspielschule, was ihn an den Rand seiner finanziellen Leistungsfähigkeit brachte. 1978 erhielt er seine erste Rolle, er spielte neben Nastassja Kinski in Leidenschaftliche Blümchen. Im Jahr darauf arbeitete er in Abschaum – Scum erstmals mit dem Regisseur Alan Clarke zusammen, 1982 folgte Made in Britain. Die erste Hälfte der 1980er Jahre arbeitete er hauptsächlich für das britische Fernsehen und gab unter anderem eine Gastrolle in der Fernsehserie Die Profis. 1985 trat er an der Seite von Denholm Elliott in einer Nebenrolle im Horrorfilm Clive Barker’s Underworld auf. Clive Barker, der für den Film das Drehbuch verfasst hatte, besetzte Chapman zwei Jahre später für seinen Horrorfilm Hellraiser – Das Tor zur Hölle. In der Folge spielte er unter anderem an der Seite von Pierce Brosnan und Michael Caine in Das vierte Protokoll, in Eat the Rich sowie in Du lebst noch 7 Tage. In den 2000er Jahren arbeitete er vermehrt für das Fernsehen und war unter anderem in der Seifenoper Emmerdale und den Serien Gerichtsmediziner Dr. Leo Dalton und Inspector Barnaby zu sehen.

## Filmografie (Auswahl)
- 1978: Leidenschaftliche Blümchen
- 1979: Abschaum – Scum (Scum)
- 1980: Die Profis (The Professionals, Fernsehserie, 1 Folge)
- 1981: K-9 and Company
- 1982: Made in Britain
- 1985: Clive Barker’s Underworld (Underworld)
- 1987: Hellraiser – Das Tor zur Hölle (Hellraiser)
- 1987: Das vierte Protokoll (The Fourth Protocol)
- 1987: Eat the Rich
- 1988: Hellbound – Hellraiser II (Hellbound: Hellraiser II)
- 1988: Für Königin und Vaterland (For Queen & Country)
- 1991: Jim Bergerac ermittelt (Bergerac, Fernsehserie, 1 Folge)
- 1997: Der Polizist von Tanger (Tangier Cop)
- 1999: Emmerdale (Fernsehserie, 2 Folgen)
- 2000: Du lebst noch 7 Tage (Seven Days to Live)
- 2000: Gangster No. 1
- 2001, 2006: Gerichtsmediziner Dr. Leo Dalton (Silent Witness, Fernsehserie, 4 Folgen)
- 2005: Inspector Barnaby (Midsomer Murders, Fernsehserie, Folge 8x06: Blick in den Schrecken (Second Sight))
- 2005: New Tricks – Die Krimispezialisten (New Tricks, Fernsehserie, 1 Folge)
- 2006: Der Feind im Inneren (Joy Division)
- 2007: Ein mutiger Weg (A Mighty Heart)
- 2010: Psychosis